# Дарыджа
Дарыджа (тур. Darıca) — город и район в провинции Коджаэли (Турция). Выделен из района Гебзе в отдельную административную единицу в 2008 году.